# (21070) 1991 PD6
A (21070) 1991 PD6 a Naprendszer kisbolygóövében található aszteroida. Eric Walter Elst fedezte fel 1991. augusztus 6-án.